# Classe Connecticut
A Classe Connecticut foi uma classe de couraçados pré-dreadnought operada pela Marinha dos Estados Unidos, composta pelo USS Connecticut, USS Louisiana, USS Vermont, USS Kansas, USS Minnesota e USS New Hampshire. Suas construções começaram entre 1903 e 1905, sendo lançados ao mar de 1904 a 1906 e comissionados entre 1906 e 1908. O projeto da Classe Connecticut continuou com a tendência de couraçados maiores e mais poderosos iniciada pela predecessora Classe Virginia. Eles foram os mais poderosos pré-dreadnoughts construídos para a Marinha dos Estados Unidos e eram facilmente comparáveis a equivalentes estrangeiros. Entretanto, tornaram-se obsoletos quase imediatamente quando surgiram os dreadnoughts.
Os couraçados da Classe Connecticut eram armados com uma bateria principal composta por quatro canhões de 305 milímetros montados em duas torres de artilharia duplas. Tinham um comprimento de fora a fora de 139 metros, boca de 23 metros, calado de sete metros e um deslocamento carregado de quase dezoito mil toneladas. Seus sistemas de propulsão eram compostos por doze caldeiras a carvão que alimentavam dois motores de tripla-expansão, que por sua vez giravam duas hélices até uma velocidade máxima de dezoito nós (33 quilômetros por hora). Os navios também tinham um cinturão principal de blindagem que ficava entre 152 a 279 milímetros de espessura.
Todas as embarcações tiveram carreiras relativamente tranquilas, ocupando-se principalmente com exercícios de treinamento de rotina. Os cinco primeiros membros da classe participaram de uma volta ao mundo entre 1907 e 1909 como parte da Grande Frota Branca. Ao retornarem, atuaram na Frota do Atlântico, realizando visitas diplomáticas na Europa e participando em 1914 da ocupação de Veracruz durante a Revolução Mexicana. Os couraçados foram usados como navios-escola no início da Primeira Guerra Mundial e depois como escoltas para comboios rumando para a Europa. Todos foram descomissionados entre 1920 e 1923 e desmontados alguns anos depois.

## Projeto
A vitória dos Estados Unidos na Guerra Hispano-Americana em 1898 teve um impacto dramático no projeto de encouraçados, pois a questão do papel da frota - ou seja, se deveria se concentrar na defesa costeira ou nas operações em alto mar - foi resolvida. A capacidade da frota de conduzir operações ofensivas no exterior mostrou a necessidade de uma poderosa frota de encouraçados. Como resultado, o Congresso dos EUA estava disposto a autorizar navios muito maiores. O trabalho de design no que se tornaria a classe Connecticut começou em 1901. O Secretário da Marinha apresentou um pedido de um novo projeto de encouraçado em 6 de março ao Board on Construction. Entre as questões consideradas estava a composição e colocação da bateria secundária. O projeto anterior, a classe Virginia, colocou alguns de seus canhões secundários em torres fixas no topo das torres da bateria principal como forma de economizar peso. O Conselho não gostou do acordo, pois alguns membros argumentaram que as armas nas casamatas poderiam ser disparadas mais rapidamente. Além disso, os Virginias tinham montado uma bateria secundária mista de 152 e 203 milímetros; o Bureau of Ordnance (BuOrd) introduziu um canhão de disparo rápido de 178 milímetros, que era mais poderoso que os canhões de 152 milímetros e disparava mais rápido que o de 203 milímetros.
A versão inicial do projeto do Connecticut, proposta pelo BuOrd, apresentava uma bateria secundária de vinte e quatro canhões de 178 milímetros com o mesmo número de canhões de 76 milímetros para defesa contra barcos torpedeiros. O layout da blindagem era mais abrangente, mas mais fino, e o deslocamento subiu para 15 810 toneladas. O BuOrd determinou que um formato de casco mais longo e fino, juntamente com um pequeno aumento na potência do motor, manteria a velocidade padrão de dezenove nós (35 quilômetros por hora). O Bureau of Construction and Repair (C&R) propôs um navio mais próximo do Virginia, com as mesmas torres de dois andares e bateria secundária mista de 152 e 203 milímetros, com um deslocamento de 16 110 toneladas. Este projeto apresentava apenas oito canhões de 76 milímetros, o que foi considerado totalmente insuficiente para defender o navio de pequenas embarcações.
Em novembro, o Conselho concordou com um projeto que incorporava uma bateria secundária de oito canhões de 203 milímetros em quatro torres gêmeas no meio do navio e doze canhões de 178 milímetros em casamatas. A decisão de manter os canhões de 203 milímetros foi feita em grande parte devido às experiências americanas na Guerra Hispano-Americana três anos antes. Os oficiais da Marinha dos Estados Unidos ficaram impressionados com o desempenho do canhão na Batalha de Santiago de Cuba; apesar de acertar apenas treze de 309 projéteis disparados, o canhão tinha uma trajetória plana e bom alcance para seu tamanho. A proteção da blindagem foi melhorada em relação ao projeto do BuOrd, com um cinturão blindado mais espesso e proteção de casamata, embora à custa de uma blindagem mais fina cobrindo as barbetas que sustentavam as torres de canhão. Os projetistas argumentaram que, como as barbetas estavam atrás do cinto e de uma antepara transversal, o peso poderia ser economizado reduzindo o nível de proteção direta.
Os últimos quatro navios, começando com Vermont, receberam proteção blindada ligeiramente melhorada, com o último navio — New Hampshire — tendo melhorias adicionais. Como resultado, eles às vezes são chamados de classe Vermont. Os seis navios da classe Connecticut eram os mais poderosos encouraçados do tipo pré-dreadnought construídos pela Marinha dos Estados Unidos e se comparavam com os designs estrangeiros contemporâneos. No entanto, eles se tornaram obsoletos quase imediatamente devido ao advento do encouraçado "all-big-gun" simbolizado pelo HMS Dreadnought. Dois navios subsequentes, a classe Mississippi, foram construídos ao mesmo tempo com um design baseado nos Connecticuts, mas significativamente reduzidos em tamanho.

### Características gerais e maquinário

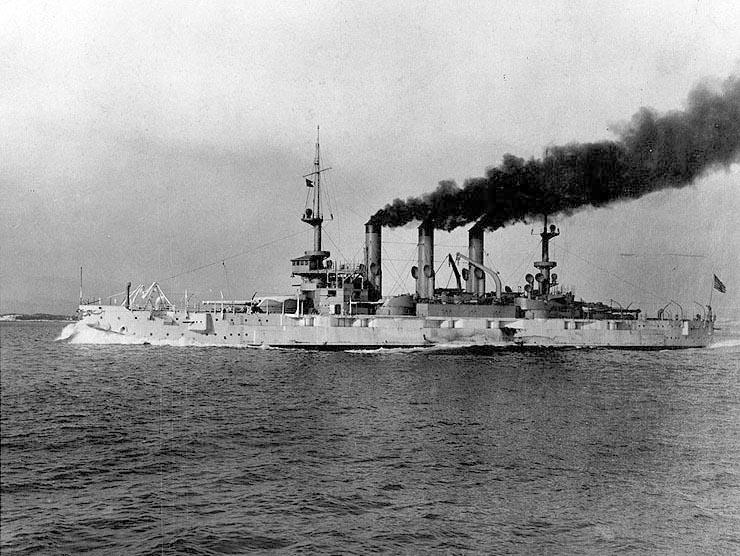
O Kansas em testes de velocidade

Os navios da classe Connecticut tinham 140 metros de comprimento na linha d'água e 139,09 metros em geral. Eles tinham uma boca de 23,42 metros e um calado de 7,47 metros. A borda livre tinha 6,25 metros. Eles deslocavam dezesseis mil toneladas conforme projetado e até 17 949 toneladas em plena carga. Os navios tinham um convés nivelado e eram barcos de alto mar melhores do que os modelos anteriores, muitos dos quais tinham pouca estabilidade. A classe Connecticut tinha uma altura metacêntrica de 1,41 metros. Conforme construídos, os navios foram equipados com dois mastros militares pesados, mas estes foram rapidamente substituídos por mastros treliçados em 1909. Eles tinham uma tripulação de 42 oficiais e 785 homens alistados.
Os navios eram movidos por motores a vapor de tripla expansão de dois eixos, com vapor fornecido por doze caldeiras Babcock & Wilcox movidas a carvão. Os motores foram avaliados em 16 500 cavalos indicados de potência e gerava uma velocidade máxima de dezoito nós (33 quilômetors por hora). As caldeiras foram reunidas em três funis bem espaçados no meio do navio. Os primeiros cinco navios foram equipados com oito geradores de eletricidade com 130 cavalos de potência, enquanto New Hampshire tinha quatro desses geradores e dois de 270 cavalos. Todos os navios tinham uma produção combinada de 1 100 cavalos de potência; esta foi a maior produção em qualquer encouraçado americano então construído. A direção era controlada com um único leme. O raio de viragem dos navios era de 570 metros a uma velocidade de doze nós (22 quilômetros por hora).
Nos testes, os navios excederam ligeiramente a velocidade de projeto, com o Minnesota sendo o mais rápido, com 18,85 nós (34,91 quilômetros por hora). Os navios carregavam 910 toneladas de carvão normalmente, mas espaços adicionais poderiam ser utilizados para armazenagem de carvão, com a capacidade variando entre 2 285 a 2 444 toneladas para cada navio. A uma velocidade de cruzeiro de dez nós (dezenove quilômetros por hora), os navios poderiam navegar por 12 260 quilômetros, embora as máquinas do New Hampshire fossem mais eficientes, permitindo-lhe navegar por 14 060 quilômetros na mesma velocidade.

### Armamento

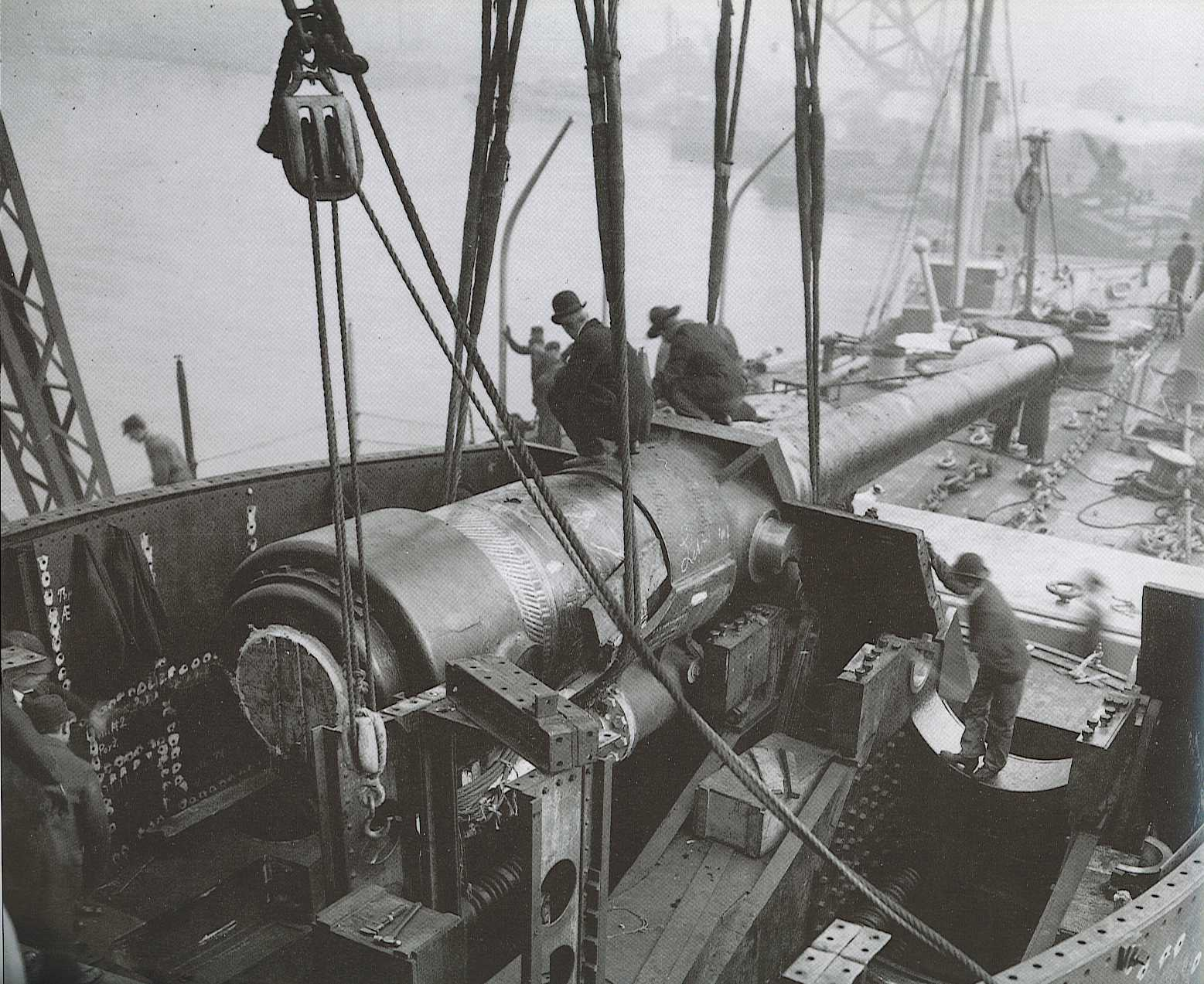
Um dos canhões dianteiros de 305 milímetros do Connecticut sendo instalado

O navio estava armado com uma bateria principal de quatro canhões Mark 5 de 305 milímetros e 45 calibres, em duas torres de canhão gêmeas na linha central, uma à frente e uma à ré, como era típico dos encouraçados da época. As armas dispararam um projétil de 390 kg a uma velocidade inicial de 820 metros por segundo. As torres eram montagens Mark VI, que permitiam recarregar em todos os ângulos de elevação. Essas montagens podiam elevar para 20 graus e reduzir para -5 graus. Cada canhão tinha um suprimento de sessenta projéteis. Os paióis do New Hampshire foram reorganizados em comparação com seus irmãos, o que permitiu que ele carregasse vinte por cento mais projéteis de 305 e 178 milímetros, embora em condições normais ele carregasse a mesma carga.
A bateria secundária consistia em oito canhões de 203 milímetros e 45 calibres e doze canhões de 178 milímetros e 45 calibres; esta bateria mista provou ser problemática, pois os respingos de projéteis dos dois tipos não podiam ser distinguidos. Os canhões de 203 milímetros foram montados em quatro torres gêmeas Mark XII no meio do navio e os canhões de 178 milímetros foram colocados em casamatas no casco. Os canhões de 203 milímetros eram do tipo Mark VI e disparavam projéteis de 120 kg a uma velocidade inicial de 840 metros por segundo. Os canhões Mark I de 178 milímetros disparavam um projétil de 75 kg a 822 metros por segundo. Essas armas foram posteriormente removidas durante a Primeira Guerra Mundial e convertidas para uso em carruagens de artilharia sobre lagartas na França. O equipamento por arma era de cem cartuchos para ambos os tipos.
Para defesa de curto alcance contratorpedeiros, eles carregavam vinte canhões de 76 milímetros e 50 calibres montados em casamatas ao longo do lado do casco e doze canhões de 3 libras. Eles também carregavam quatro armas de 1 libra. Como era padrão para os navios capitais da época, a classe Connecticut transportava quatro tubos de torpedo de 533 milímetros, submersos em seus cascos no costado. Cada navio carregava um total de dezesseis torpedos. Eles foram inicialmente equipados com o design Mark I Bliss-Leavitt, mas foram rapidamente substituídos pelo Mark II, projetado em 1905. O Mark II carregava uma ogiva de 94 kg e tinha um alcance de 3 200 metros a uma velocidade de 26 (48 quilômetros por hora).

### Blindagem
O cinturão blindado dos dois primeiros navios tinha 279 milímetros de espessura sobre os espaços de máquinas, sendo reduzido para 229 milímetros ao lado das torres da bateria principal. Esta parte do cinto tinha 61 metros de comprimento e três de largura. Em cada extremidade do navio, o cinturão afinava, primeiro para 178, depois para 127 e finalmente a 102 milímetros na proa e na popa. Os quatro últimos navios tiveram seus cinturões reduzidos a uma blindagem uniforme de 229 milímetros entre a bateria principal, sem alteração nas pontas. O deck blindado tinha 38 milímetros de espessura a meia-nau, onde era parcialmente protegido pelo cinto e pela blindagem da casamata. Ele tinha 76 milímetros em seus lados inclinados, que se conectavam à borda inferior do cinturão. O deck aumentava para 76 milímetros na proa e na ré, onde era exposto diretamente ao bombardeio, também com 76 milímetros em seus lados inclinados. O cinturão de New Hampshire foi ligeiramente encurtado para permitir um deck mais grosso sobre os carregadores. A torre de comando de cada navio tinha 228 milímetros em seus lados e 51 milímetros no telhado.
As torres de canhão da bateria principal tinham 280 milímetros nas suas faces, com 228 milímetros nos lados e 64 milímetros nos telhados. As barbetas de apoio tinham 254 milímetros de blindagem, reduzindo para 152 milímetros em outros espaços. As torres secundárias tinham 165 milímetros de blindagem frontal, com 152 milímetros nas laterais e cinquenta nos telhados. Suas barbetas receberam 152 milímetros de blindagem nos lados externos e 101 milímetros no interior. As casamatas para os canhões de 178 milímetros tinham 178 milímetros de espessura e abaixo das portinholas, as casamatas reduziram ligeiramente para 152 milímetros. Para os últimos quatro navios, a economia de peso obtida com a redução da espessura do cinturão foi usada para aumentar a blindagem do armazém inferior para 178 milímetros. A blindagem das armas de 76 milímetros era de cinquenta milímetros de espessura. Os canhões de 178 milímetros foram divididos por anteparos anti-estilhaços que variavam entre 38 a 64 milímetros de espessura para evitar que um projétil desabilitasse várias armas.

## Navios
| Nome                      | Construtor                        | Batimento               | Lançamento             | Comissionamento        |
| ------------------------- | --------------------------------- | ----------------------- | ---------------------- | ---------------------- |
| USS Connecticut (BB-18)   | Brooklyn Navy Yard                | 10 de março de 1903     | 29 de setembro de 1904 | 29 de setembro de 1906 |
| USS Louisiana (BB-19)     | Newport News Shipbuilding Company | 7 de fevereiro de 1903  | 27 de agosto de 1904   | 2 de junho de 1906     |
| USS Vermont (BB-20)       | Fore River Shipyard               | 21 de maio de 1904      | 31 de agosto de 1905   | 4 de março de 1907     |
| USS Kansas (BB-21)        | New York Shipbuilding Corporation | 10 de fevereiro de 1904 | 12 de agosto de 1905   | 18 de abril de 1907    |
| USS Minnesota (BB-22)     | Newport News Shipbuilding Company | 27 de outubro de 1903   | 8 de abril de 1905     | 9 de março de 1907     |
| USS New Hampshire (BB-25) | New York Shipbuilding Corporation | 1 de maio de 1905       | 30 de junho de 1906    | 19 de março de 1908    |

## Histórico de serviço

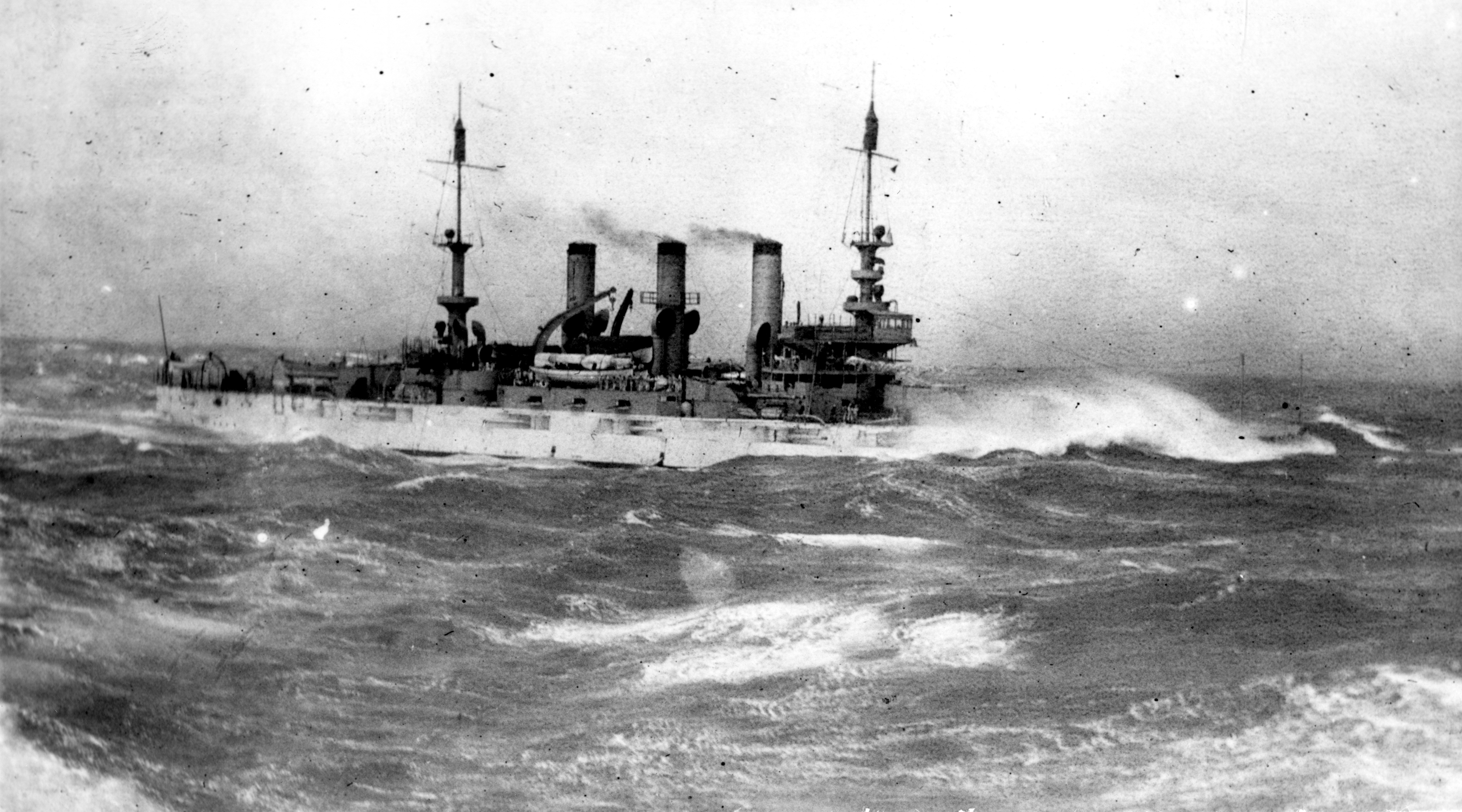
O Vermont em mar agitado, provavelmente durante o cruzeiro da Grande Frota Branca

Todos os seis navios da classe serviram na Frota do Atlântico durante suas carreiras. Os primeiros cinco navios participaram do cruzeiro da Grande Frota Branca em 1907–1909. A frota deixou Hampton Roads em 16 de dezembro de 1907 e navegou para o sul, contornando a América do Sul e voltando para o norte até a costa oeste dos Estados Unidos. Os navios então cruzaram o Pacífico e pararam na Austrália, nas Filipinas e no Japão antes de continuar pelo Oceano Índico. Eles transitaram pelo Canal de Suez e percorreram o Mediterrâneo antes de cruzar o Atlântico, chegando à margem de Hampton Roads em 22 de fevereiro de 1909. O New Hampshire, que não havia sido concluído a tempo de participar da viagem, encontrou a frota lá durante uma revista naval com o presidente Theodore Roosevelt.
Os navios então começaram uma rotina de treinamento em tempos de paz na costa leste dos Estados Unidos e do Caribe, incluindo treinamento de artilharia em Virginia Capes, cruzeiros de treinamento no Atlântico e exercícios de inverno em águas cubanas. No final de 1909, todos os seis navios cruzaram o Atlântico para visitar portos britânicos e franceses. O Louisiana e o Kansas fizeram outra viagem à Europa no início de 1911. À medida que a agitação política começou a surgir em vários países da América Central na década de 1910, os navios tornaram-se cada vez mais ativos na região. Todos os seis navios se envolveram na Revolução Mexicana, incluindo a ocupação de Veracruz em abril de 1914; o Vermont e o New Hampshire estavam entre os navios que contribuíram com grupos de desembarque para a ocupação inicial da cidade. Vários homens dos dois navios foram agraciados com a Medalha de Honra durante a ação.

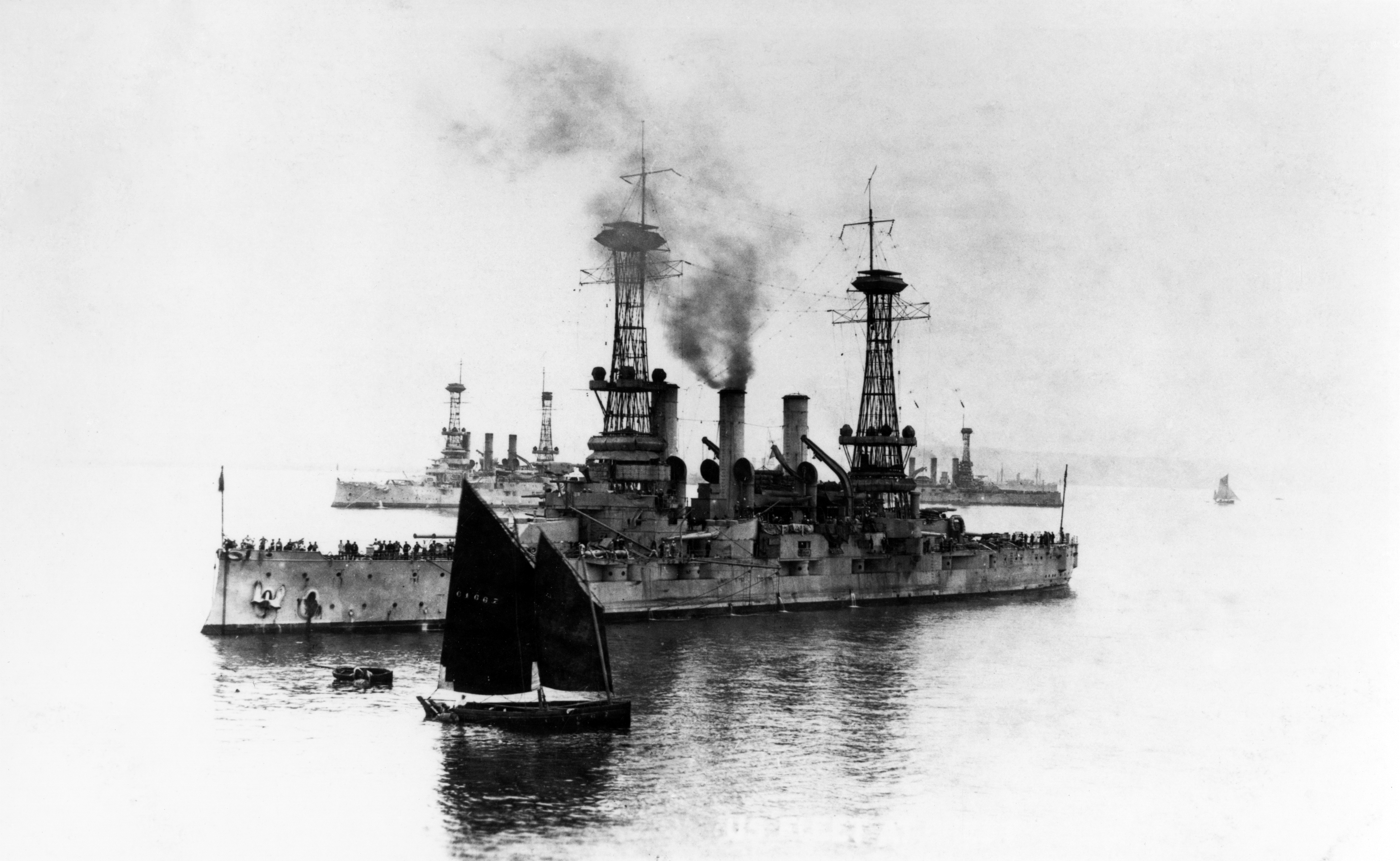
O Kansas (centro) em Brest, França, em 1919; New Hampshire (à esquerda) e Connecticut (à direita) são visíveis à distância

Em julho de 1914, a Primeira Guerra Mundial estourou na Europa; os Estados Unidos permaneceram neutros durante os primeiros três anos da guerra. As tensões com a Alemanha chegaram ao auge no início de 1917, após a campanha de guerra submarina irrestrita alemã, que afundou vários navios mercantes americanos em águas europeias. Em 6 de abril de 1917, os Estados Unidos declararam guerra à Alemanha. Os navios da classe Connecticut inicialmente foram usados para treinar artilheiros e pessoal da sala de máquinas que seriam necessários para a frota de guerra em rápida expansão. Em junho de 1918, o New Hampshire e o Louisiana se envolveram em um grave acidente de artilharia, no qual artilheiros a bordo do primeiro atingiram acidentalmente o último, matando um e ferindo vários outros homens. No mês seguinte, o Louisiana foi usado para testar o Argo Clock de Arthur Pollen, o primeiro sistema de controle de incêndio a usar um computador analógico para calcular as soluções de disparo.
A partir do final de 1918, os navios foram usados para escoltar comboios em parte do Atlântico. No final de setembro, o Minnesota atingiu uma mina naval lançada pelo U-boat alemão U-117, causando sérios danos que o mantiveram fora de serviço por cinco meses. A missão de comboio foi interrompido pela rendição alemã em novembro; depois disso, os Connecticuts foram usados para transportar soldados americanos de volta dos campos de batalha da França. Este trabalho foi concluído em meados de 1919. Os navios operaram brevemente como navios de treinamento no início dos anos 1920, embora sob os termos do Tratado Naval de Washington, todos eles foram vendidos para sucata em 1924 e desmantelados.